# Spike Wells
Spike Wells, geboren als Michael John Wells (Tunbridge Wells, 16 januari 1946), is een Britse jazzdrummer van de modernjazz, die ook als anglicaans priester werkzaam is.

## Biografie
Wells was koorknaap in de Canterbury Cathedral en kreeg in de daar aanwezige school zang-, piano- en cello-onderricht. Een opname van Dizzy Gillespie wekte zijn belangstelling voor de jazz. Als jeugdige begon hij drums te spelen. Later nam hij onderricht bij Philly Joe Jones, die van 1967 tot 1969 in Londen woonde.
Tijdens zijn studie aan de Oxford University speelde hij in een band met Pat Crumly en Brian Priestley, die ook solisten op doorreis begeleidde als Bobby Wellins, Tony Coe, Joe Harriott en Jimmy Witherspoon. In 1968 verhuisde hij naar Londen om daar filosofie te studeren. Hij woonde in hetzelfde huis als Ron Mathewson, Ray Warleigh, Chris en Mick Pyne. Met bemiddeling van Mathewson behoorde hij tot 1973 tot de ensembles van Tubby Hayes, hetgeen het einde van zijn studie betekende. Daarnaast speelde hij in de bands van Humphrey Lyttelton, Robert Cornford en Blossom Dearie. Bovendien was hij medeoprichter van If, maar viel al direct voor de eerste studiotermijn uit.
Verder begeleidde hij in Ronnie Scotts Jazz Club sterren als Stan Getz, Roland Kirk, Art Farmer, Johnny Griffin en James Moody en leidde hij zijn eigen band. Van 1973 tot 1975 speelde hij, eveneens met Mathewson in de ritmesectie, bij Ian Hamer. Met Dave Horler toerde hij in Finland. Eind jaren 1970 begon een stadium van samenwerking met Bobby Wellins, die duurde tot in het laatste decennium met Pete King. Tijdens deze periode werkte hij volledig als advocaat, totdat hij in 1955 als diaken werkzaam werd voor de Church of England. In 2006 bracht hij zijn eerste album als leader uit en werkte hij ook nu en dan met Simon Spillett.

## Discografie
- 1966-74: Ian Hamer, Acropolis
- 1969: Tubby Hayes Quartet, Live 1969
- 1969: Tubby Hayes Big Band, England's Late Jazz Great
- 1979: Bobby Wellins, Dreams Are Free
- 1983: Peter King, East 34th Street
- 1990: Mike Pyne, Live at Ronnie Scott's
- 2005: Alan Barnes, Blessing in Disguise
- 2006: Spike Wells, Gwilym Simcock, Malcolm Creese, Reverence
- 2007: Don Weller & Bobby Wellins, Nine Songs
- 2010: John Horler, Not a Cloud in the Sky
- 2019: Tubby Hayes Quartet: Grits, Beans and Greens: The Lost Fontana Studio Sessions 1969